# ورزشگاه دولن اومورزاکوف
ورزشگاه دولن اومورزاکوف (انگلیسی: Dolen Omurzakov Stadium) یک ورزشگاه فوتبال در شهر بیشکک، قرقیزستان است.
این ورزشگاه که در سال ۱۹۴۱ تأسیس شده دارای ۲۳٬۰۰۰ نفر ظرفیت می‌باشد.